# Simbolismo anarquista
O movimento anarquista foi associado a uma série de símbolos ao longo de sua existência, que de diversas formas vieram a representar seus ideais de igualdade, liberdade e rejeição à autoridade.
Estes símbolos muitas vezes são derivados de símbolos comunistas e socialistas, ou mesmo compartilhados com estes movimentos. É o caso da estrela vermelha de cinco pontas, usada tanto pelo exército vermelho da União Soviética quanto por organizações como as Forças Guerrilheiras Internacionais e Revolucionárias do Povo. Isso se deve à origem do anarquismo como uma vertente do socialismo, a seu caráter anticapitalista e à sua proximidade às questões trabalhistas e à luta de classes. Outros símbolos que o anarquismo tem em comum com o socialismo e comunismo são as ferramentas cruzadas, como na logo da revista Earth First!, além de músicas como A Internacional.
Os símbolos anarquistas, por sua vez, influenciaram as subculturas punk, e são muitas vezes percebidos como símbolos de rebeldia e rejeição à autoridade, politizada ou não. Muitos símbolos anarquistas, como a bandeira diagonal, foram adotados por libertaristas de direita e anarco-capitalistas, ainda que estes não pertençam às mesmas tradições que o anarquismo.

## Bandeiras

### Bandeira Negra
A Bandeira Negra, e a cor negra em geral, é um dos símbolos mais antigos e duradouros do anarquismo. Diversas organizações ativistas ou mesmo paramilitares libertárias se identificaram com bandeiras negras, por vezes estampadas com símbolos ou slogans anarquistas.

#### Origens e simbolismo
Ainda que sua origem seja um tanto incerta, um dos relatos mais recorrentes sobre o surgimento do símbolo credita Louise Michel, uma importante militante anarquista e feminista e participante da Comuna de Paris, com sua invenção e popularização em 1883, durante uma manifestação de desempregados em Paris. Ainda assim, existem indícios do uso do símbolo anteriores a Michel, já em 1831. A bandeira negra desde o início surge em diálogo com a bandeira vermelha do socialismo e republicanismo, quando Michel afirma que a bandeira vermelha não é mais apropriada, e os anarquistas deveriam "levantar a bandeira negra da miséria" dos trabalhadores.
Para Howard J. Ehrlich, além de ser explicitamente derivada da bandeira vermelha socialista, a bandeira negra também existe como uma forma de negar o uso de símbolos nacionais, como uma espécie de "anti-bandeira". Ainda segundo o autor, o preto da bandeira também simboliza o luto por todas as vidas perdidas devido às desigualdades e à violência do Estado. Para Piotr Kropotkin, a bandeira preta simbolizava a guerra sem tréguas, adquirindo um caráter oposto ao da bandeira branca da rendição.
Bandeiras negras foram usadas por diversos movimentos anarquistas proeminentes ao longo da história, como o Exército Insurgente Makhnovista na Ucrânia. O próprio nome "bandeira negra" foi usado por diversos grupos e publicações anarquistas, como a publicação francesa do século XIX Le Drapeau Noir, a revista inglesa iniciada em 1970 Black Flag e organizações modernas como o brasileiro Coletivo Anarquista Bandeira Negra. A bandeira negra aparece na logo de organizações como a Tekoşîna Anarşîst, junto com a estrela vermelha socialista. De forma mais ampla, menções à cor negra são comuns nos nomes de organizações anarquistas, como a Cruz Negra Anarquista e a Internacional Negra. O símbolo também transcende o anarquismo e aparece em subculturas influenciadas pela ideologia, como no nome da banda de punk rock Black Flag.

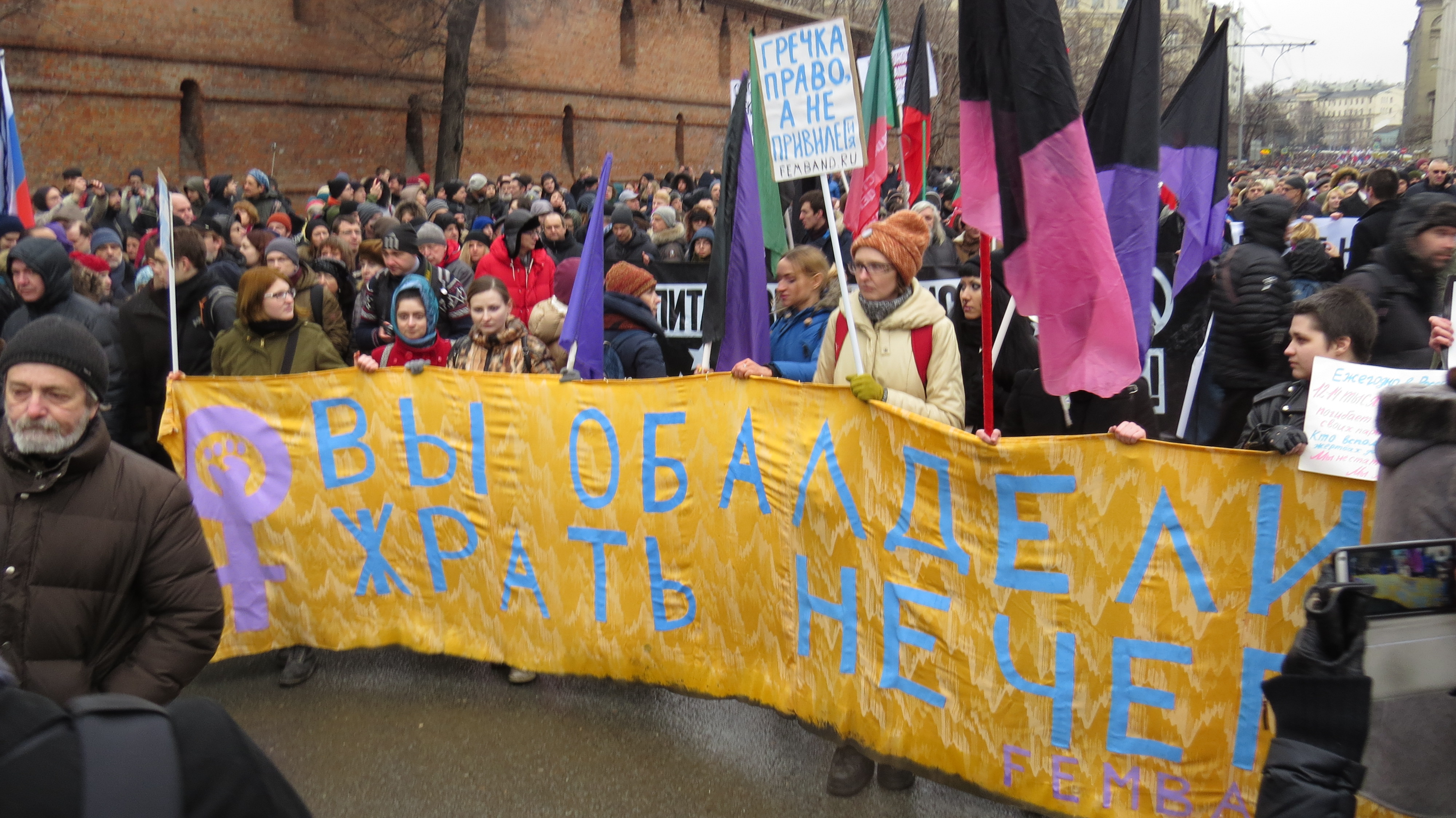
Bandeiras anarquista queer e anarca-feministas em uma manifestação em Moscou.

### Bandeira Diagonal
Muitos movimentos e organizações anarquistas utilizam bandeiras bicolores divididas diagonalmente como símbolo. A mais comum é a bandeira vermelha e preta, ou bandeira rubro-negra.

#### Origens e simbolismo
A bandeira diagonal vermelha e preta foi utilizada pela primeira vez pela Confederação Nacional do Trabalho, na Espanha, em uma mobilização de primeiro de maio em 1931, logo após a proclamação da Segunda República Espanhola. Bandeiras vermelhas e pretas já eram usadas por anarquistas por décadas, mas divididas verticalmente ou horizontalmente. O design diagonal foi sugerido por Juan García Oliver. De acordo com o historiador e anarquista Abel Paz, a CNT estava dividida simbolicamente quanto à escolha "sob qual bandeira marchar". Na divisão, haviam anarquistas de "bandeira vermelha", mais ligados a questões econômicas e trabalhistas, e de "bandeira negra", mais ligados a questões culturais. De acordo com Paz:
| “ | Com a proclamação da república, e à vista das perspectivas que facilitavam o movimento de massas, a dita polêmica tinha pouco sentido. No entanto, era preciso deixar clara a concordância mútua. E foi justamente García Oliver quem propôs dar uma expressão plástica à concordância, fazendo das duas bandeiras uma só: a bandeira rubro-negra. | ” |
|   | — Abel Paz. |   |

Após a derrota da revolução espanhola, a bandeira diagonal se tornou um símbolo popular do movimento anarquista. Enquanto que as cores originais da bandeira rubro-negra eram associadas ao anarquismo social e ao anarco-sindicalismo, outras variações surgiram representando vertentes variadas do anarquismo. A bandeira roxa e negra é usada como símbolo do anarca-feminismo, enquanto que a bandeira verde e negra é associada ao anarquismo verde e ao anarco-primitivismo e a bandeira rosa e negra ao anarquismo queer.
Estrelas de cinco pontas divididas diagonalmente de forma similar à bandeira diagonal também são usadas como símbolo por muitas organizações anarquistas, como o Exército de Insurreição e Liberação Queer.

## Símbolos visuais

### O A Circulado
O A Circulado é um dos símbolos anarquistas mais conhecidos. O símbolo em sí é um monograma, em que a letra “A” aparece envolta pela letra “O”. O proposito do monograma é representar parte de uma famosa citação de Pierre-Joseph Phroudon, “a sociedade busca a ordem na anarquia”, com as iniciais de cada palavra formando o símbolo.

#### Origem e simbolismo
Diferente da bandeira negra, as origens do A Circulado são muito mais nebulosas, e não há um consenso quanto à época ou região de seu surgimento. Uma das versões mais aceitas sobre sua origem afirma que o símbolo foi criado na frança em 1964 por um grupo de juventude anarquista. Uma investigação do escritor anarquista Amedeo Bertolo para a publicação libertária italiana A - Rivista Anarchica em 1981 credita a organização Jeunesses Libertaires por sua criação. De acordo com um boletim interno do grupo:
| “ | Duas motivações principais nos levaram ao símbolo: primeiro facilitar e tornar mais eficazes as pichações e cartazes nos muros, e depois garantir uma presença mais ampla do movimento anarquista aos olhos da gente e um caráter comum a todas as expressões do anarquismo em suas manifestações públicas. Mais precisamente se tratava, a nosso ver, de encontrar um meio fácil de, por um lado, minimizar o tempo gasto assinando nossos slogans nas paredes e, por outro, escolher um símbolo geral o suficiente para ser adotado por todos os anarquistas. | ” |
|   | — La veridica storia della A cerchiata.. |   |

A logo usada pela AIT, ou Primeira Internacional, na Espanha

Outras hipóteses afirmam que o símbolo tem origens mais antigas, e que seria um derivado direto do símbolo usado pela Associação Internacional dos Trabalhadores na Espanha, que contou com uma grande participação de anarquistas. Stefan Arvidsson, pesquisador da simbologia socialista pre-soviética, especula que o símbolo tenha inspirações naqueles usados por organizações maçônicas trabalhistas no século XIX, como a americana Fraternal Democrats. Uma terceira hipótese afirma que o símbolo teria origens no movimento anarco-punk, e que a banda Crass teria sido instrumental em sua popularização.
O A Circulado se tornou um símbolo fortemente difundido no movimento anarquista após Maio de 1968. Parte de sua popularidade é associada ao fato de que as palavras "Anarquia", "Anarquismo" e "Ácrata" começam com a letra "A" em um grande número de idiomas diferentes (e pode-se mencionar que a letra "A" é idềntica no alfabeto latino e no alfabeto cirílico), facilitando o uso internacional do monograma.

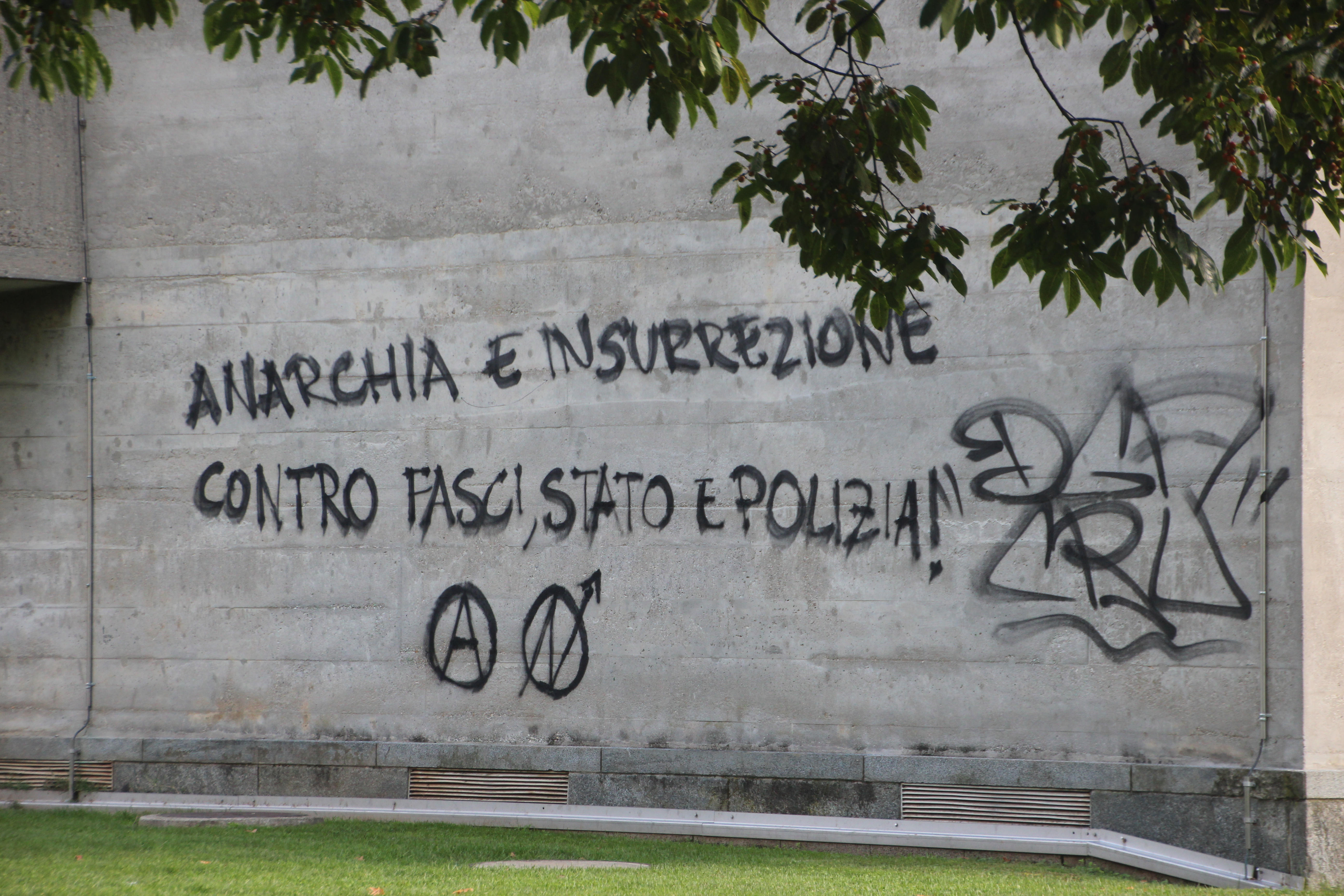
Pichação em Lugano mostrando o A Circulado e o Símbolo Okupa

Um símbolo similar pode ser escrito em Unicode com o código U+24B6: Ⓐ. Esse unicode é utilizado por alguns ativistas digitais e grupos hacktivistas para identificar-se como anarquistas online.

### Símbolo Okupa, ou SímboloSquatter
O símbolo Squatter é usado por anarquistas para indicar apoio às ocupações urbanas.
O raio dentro de um círculo como símbolo de ocupações urbanas foi usado originalmente pelo movimento sem-teto de Amsterdã em 1979. Seu primeiro uso foi em um poster contra a repressão a uma ocupação do complexo Groote Keijser.
Assim como o gato preto Sabo-Tabby, o gato preto anarco-sindicalista, o símbolo okupa tem inspiração nas pichações de Hobos estadunidenses. A versão original do símbolo, com uma seta em linha reta apontando para a esquerda, era quase idêntica a um glifo hobo.
No brasil, o símbolo Squatter é usado como logo pelo coletivo anarquista Kasa Invisível, que mantém a ocupação de três casas abandonadas em Belo Horizonte desde 2013.

### Gato Preto

Sabo-Tabby em um poster da IWW de 1910

O Gato Preto, apelidado de “sabo-tabby” (um trocadilho com a palavra “sabotagem”) é um símbolo anarco-sindicalista e sindicalista revolucionário inicialmente popularizado pela Industrial Workers of the World (IWW). O símbolo foi criado pelo líder sindicalista Ralph Chaplin ao final da década de 1910, com inspiração nos símbolos de pichações Hobo americanos. A escolha do gato com as costas arqueadas em posição de alerta é uma referência às chamadas Greves Selvagens, nos Estados Unidos conhecidas como Wildcat Strikes (Greves de Gato selvagem, em tradução livre).
Segundo Ralph Chaplin, o objetivo era apontar para a ideia de sabotagem em uma greve, servindo para invocar nos patrões a superstição de que gatos pretos trariam má sorte. O Sabo-Tabby seria uma forma de remeter à ação direta e sindicalização, e foi muito usado em material de propaganda da IWW.
O Gato Preto não é reivindicado como mascote pela IWW atualmente, mas é usado como símbolo por muitos sindicatos filiados a ela.

### Símbolo do Caos
O Símbolo do caos é um símbolo moderno do anarquismo, ocasionalmente usado por anarquistas pós-esquerda e anarquistas nietzschianos. O símbolo tem sua origem no livro de fantasia Eternal Champion do escritor anarquista Michael Moorcock. No livro, serve de oposição ao símbolo da Lei: ao passo que a Lei é representada por uma única seta apontando para cima, o Caos é representado por oito setas apontando em várias direções.
A logo da organização anarquista individualista insurrecionária Conspiração das Células de Fogo tem inspiração no símbolo do caos.

### Rosa Negra
A Rosa Negra, assim como o Símbolo do Caos, é uma adição mais moderna à simbologia anárquica. O símbolo em si não possui um único significado definido, mas muitas vezes é associado aos aspectos construtivos e comunitários da anarquia.
Seu primeiro uso documentado se deu em 1979, como logo e nome da revista Black Rose, publicada em Boston. A revista obteve alguma fama como defensora da Ecologia Social de Murray Bookchin. Similar à bandeira negra, que foi inspirada pela bandeira vermelha do socialismo, a rosa negra tem inspiração na rosa vermelha usada como símbolo do socialismo democrático e social-democracia.
Para além de seu uso no nome e identidade visual de diversas publicações, a Rosa Negra é o símbolo principal da organização especifista Black Rose Anarchist Federation/Federacion Anarquista Rosa Negra, dos Estados Unidos. Existe também uma facção interna do Partido Trabalhista no Reino Unido chamada Black Rose, que se apresenta como Socialista Libertária. Ainda, a rosa negra é símbolo do Libertarian Socialist Caucus, nome de uma tendência interna anarquista do Democratic Socialists of America.